# Церква Вознесіння Ісуса Христа (Ягільниця)
Церква Вознесіння Ісуса Христа в Ягільниці — парафія і храм греко-католицької громади Улашківського деканату Бучацької єпархії Української греко-католицької церкви в селі Ягільниця Чортківського району Тернопільської области.

## Історія
Церква в селі збудована в 1885 році. З 1946 по 1990 рік вона належала до РПЦ, а в 1990 році парафія і храм повернулися в лоно УГКЦ.
При парафії активно діють:
- Братство «Матері Божої Неустанної Помочі», засноване у 2011 році.
- Біблійний гурток.
- Харитативна спільнота.
- Вівтарна дружина.

## Парохи
- о. Стефан Хоманський (1845—1850[1])
- о. Іван Залуцький (1856—1865)
- о. Дмитро Колодницьки (1865—1912)
- о. Володимир Антонович (1912—1926)
- о. Стефан Король (1926—1931)
- о. Володимир Гук (1931—1970)
- о. Іван Стахур (1970—1972)
- о. Роман Карадевський (1972—1973)
- о. Роман Богданець (1973—1976)
- о. Роман Шлапак (1976—1992)
- о. Володимир Петрів (1992—1998)
- о. Петро Козар (1998—1999)
- о. Григорій Шафран (1998—1999)
- о. Василь Стасів (2001—2007)
- о. Олег Ольховецький — адміністратор (від 2007)